# شاحنة تبريد

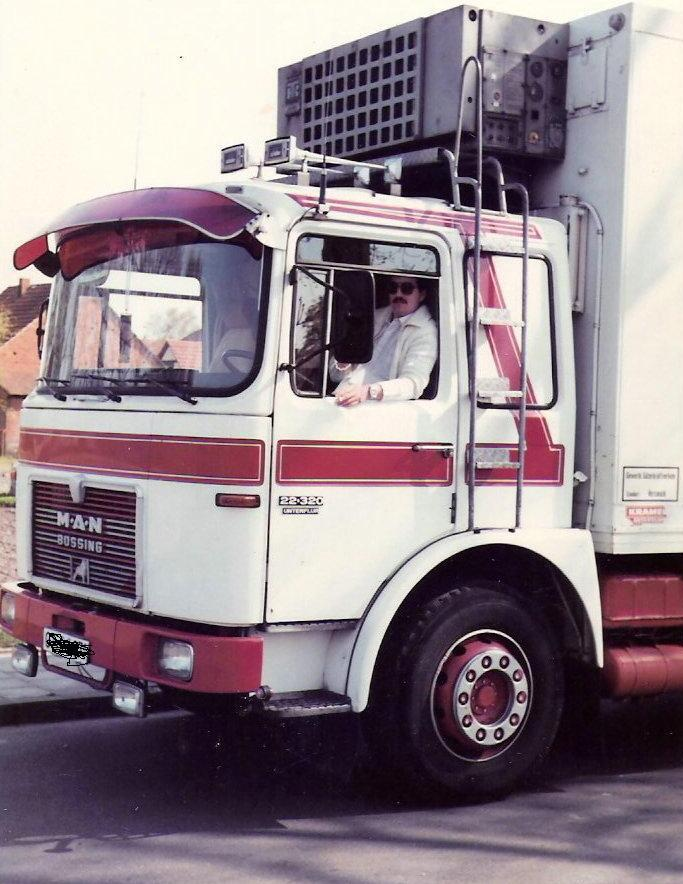
شاحنة مزودة بنظام تبريد

شاحنة تبريد (بالإنجليزية: Refrigerator Truck) هي عربة نقل أو شاحنة مصممة لنقل البضائع القابلة للتلف في درجات حرارة معينة. يمكن لشاحنات التبريد أن تكون مبردة بالجليد، ومجهزة بواحدة من مجموعة متنوعة من نظم التبريد الميكانيكية مدعومة من محركات ديزل صغيرة، أو استخدام ثنائي أكسيد الكربون (سواء الثلج الجاف، أو في شكل سائل) كعامل للتبريد.
في العادة تنقل تلك السيارات الفواكه والخضر التي تنتهي صلاحيتها مع الحرارة العالية أو الأسماك لكي لا تتعفن.
ويتم نقل معظم الشاحنات المبردة لمسافات طويلة بواسطة شاحنات مبردة مفصلية تسحب نصف مقطورات. ويتم البحث عن وحدات خلايا الوقود للطاقة المساعدة.

## وصلات خارجية
- Guideline for long refrigerated trailers in Queensland
- Guideline for long refrigerated trailers in Queensland // Queensland Government, August 2006
- Heat and Mass Transfer: Fundamentals and Applications, 4/e, ISBN 0-07-339812-8 (2011) Chapter 17-8 "Transportation of Refrigerated Foods" page 17-41
- UNIT 7 AIR CONDITIONING EQUIPMENT AND THEIR APPLICATIONS نسخة محفوظة 29 يوليو 2018 على موقع واي باك مشين. // جامعة أنديرا غاندي الوطنية المفتوحة, School of Engineering & Technology, BME - 032; chapter 7.5 TRANSPORT REFRIGERATION - section "7.5.1 Refrigerated Trucks and Trailers", page 103